# 니안가라자유꼬리박쥐
니안가라자유꼬리박쥐(Mops niangarae)는 큰귀박쥐과에 속하는 박쥐의 일종이다. 콩고민주공화국의 토착종이다. 자연 서식지는 습윤 사바나 지역이다.

## 특징
전체 몸길이가 125mm인 작은 박쥐로 전완장은 52mm이고, 꼬리 길이는 34mm이다. 귀 길이는 22mm이다. 털은 짧다. 등 쪽은 불그스레한 갈색을 띠는 반면에 배 쪽은 누르스름한 갈색이다.

## 생태
나무 구멍 속에 은신한다. 먹이는 곤충이다.

## 분포 및 서식지
콩고민주공화국의 니안가라 지역에서만 알려져 있다. 열대우림과 사바나 혼합림에서 서식한다.